# WCW Mayhem
Mayhem fue un evento anual de lucha libre profesional emitido por PPV producido por la World Championship Wrestling. Hubo solo dos ediciones, en noviembre de 1999 y 2000, sustituyendo a la World War 3. Fue el primer PPV de lucha libre que más tarde daría nombre a un videojuego.

## Resultados

### 1999
Mayhem 1999 fue la primera edición de Mayhem. Tuvo lugar el 21 de noviembre de 1999 en el Air Canada Centre en Toronto, Ontario. Fue el primer PPV de la WCW que tuvo lugar en Canadá.
- Semifinales de Torneo del Campeonato Mundial de los Pesos Pesados de la WCW: Chris Benoit derrotó a Jeff Jarrett (9:27)
  - Benoit cubrió a Jarrett después de pegarle con la guitarra de Jarrett.
- Evan Karagias (con Madusa) derrotó a Disco Inferno (con Tony Marinara), ganando el Campeonato Peso Crucero de la WCW (8:00)
  - Karagias cubrió a Inferno con un "Cross Body Block".
- Final de Torneo del Campeonato Hardcore de la WCW: Norman Smiley derrotó a Brian Knobbs (c/Jimmy Hart), siendo el primer Campeón Hardcore de la WCW (7:27)
  - Smiley cubrió a Knobbs después de que Hart pegara accidentalmente a Knobbs con un cubo de basura.
- The Revolution (Perry Saturn, Dean Malenko y Asya) (c/Shane Douglas) derrotó a The Filthy Animals (Eddy Guerrero, Billy Kidman y Torrie Wilson) (c/Konnan) en un Combate de eliminación (10:55)
  - Malenko cubrió a Kidman con un "roll-up" (2:56)
  - Guerrero cubrió a Malenko con una "Hurricanrana" (5:03)
  - Guerrero cubrió a Asya después de una "Frog Splash" (6:28)
  - Saturn forzó a Guerrero a rendirse con un "Rings of Saturn" (10:17)
  - Saturn cubrió a Wilson después de un "low blow" (10:55)
- Buff Bagwell derrotó a Curt Hennig en un Combate de retiro (7:47)
  - Bagwell cubrió a Hennig después de un "Buff Blockbuster".
- Semifinales del Torneo del Campeonato Mundial de los Pesos Pesados de la WCW: Bret Hart derrotó a Sting (9:27)
  - Hart forzó a Sting a rendirse con un "Sharpshooter".
- Vampiro (c/Jerry Only) derrotó a Berlyn (c/The Wall) en un Combate de Collar de Perro (4:57)
  - Vampiro forzó a Berlyn a rendirse con un "Camel Clutch".
- Meng derrotó a The Total Package (c/Miss Elizabeth) (5:23)
  - Meng cubrió a Luger con un "Tongan Death Grip".
- Scott Hall derrotó a Booker T reteniendo el Campeonato de los Estados Unidos de la WCW y el Campeonato de Televisión de la WCW (6:04)
  - Hall cubrió a Booker después de un "Outsider's Edge".
- David Flair luchó contra Kimberly Page, acabando sin resultado
- Goldberg derrotó a Sid Vicious en un Combate I Quit (5:30)
  - El árbitro dio por acabada la pelea después de que Goldberg pusiera a Vicious un micrófono en la boca y dijera I Quit después de una "Half Nelson Choke".
- Final del Torneo del Campeonato Mundial de los Pesos Pesados de la WCW: Bret Hart derrotó a Chris Benoit ganando el vacante Campeonato Mundial de los Pesos Pesados de la WCW (17:44)
  - Hart forzó a Benoit a rendirse con un "Sharpshooter".

### 2000
Mayhem 2000 fue la segunda y última edición de Mayhem. Tuvo lugar el 26 de noviembre del 2000 en el U.S. Cellular Arena en Milwaukee, Wisconsin. Este fue el quinto de los cinco últimos PPVs que la WCW emitió antes de ser comprada por la World Wrestling Federation en marzo de 2001.
- Mike Sanders derrotó a Kwee Wee (con Paisley) reteniendo el Campeonato Peso Crucero de la WCW (7:50)
  - Sanders cubrió a Kwee Wee después de un "3.0".
- Three Count (Shane Helms y Shannon Moore) derrotaron a Evan Karagias y Jamie Knoble y a The Jung Dragons (Kaz Hayashi y Yun Yang) (con Leia Meow) en un Triangle match (10:53)
  - Helms cubrió a Yang después de un "Count Down".
- Mancow derrotó a Jimmy Hart (1:38)
  - Mancow cubrió a Hart después de golpearle con la escayola que llevaba Hart.
- Crowbar derrotó a Reno y Big Vito en un Triple Threat match reteniendo el Campeonato Hardcore de la WCW (7:50)
  - Crowbar cubrió a Reno después de golpearle con una silla de acero.
- The Filthy Animals (Rey Misterio, Jr. y Billy Kidman) (con Tygress) derrotaron a Alex Wright y KroniK (Brian Adams y Bryan Clark) (con Disqo) en un Handicap match (7:46)
  - Kidman cubrió a Wright después de un "Diving Leg Drop Low Blow" con Misterio.
- Ernest Miller (con Ms. Jones) derrotó a Shane Douglas (con Torrie Wilson) (8:00)
  - Miller cubrió a Douglas después de golpearlo con un zapato.
- Bam Bam Bigelow derrotó a Sgt. AWOL (5:41)
  - Bigelow cubrió a AWOL después de un "Greetings from Asbury Park".
- General Rection derrotó a Lance Storm (con Major Gunns) ganando Campeonato Peso Pesado de los Estados Unidos de la WCW (6:25)
  - Rection cubrió a Storm después de un "No Laughing Matter".
- Jeff Jarrett derrotó a Buff Bagwell (11:10)
  - Jarrett cubrió a Bagwell después de golpearle con una guitarra.
- The Insiders (Kevin Nash y Diamond Dallas Page) derrotaron a The Perfect Event (Chuck Palumbo y Shawn Stasiak) ganando el Campeonato Mundial en Parejas de la WCW (14:55)
  - Nash cubrió a Stasiak después de un "Jacknife Powerbomb".
- Goldberg derrotó a Lex Luger (5:53)
  - Goldberg cubrió a Luger después de un "Jackhammer".
- Scott Steiner (con Midajah) derrotó a Booker T in a Straight Jacket Steel Cage match ganando el Campeonato Mundial Peso Pesado de la WCW (13:10)
  - Steiner ganó por TKO cuando le hizo el "Steiner Recliner".